# Oncholaimellus coxbazari
Oncholaimellus coxbazari is een rondwormensoort uit de familie van de Oncholaimidae. De wetenschappelijke naam van de soort is voor het eerst geldig gepubliceerd in 1969 door Timm.